# Kámensk-Uralski
Kámensk-Uralski (en ruso: Каменск-Уральский) es una ciudad de la Federación de Rusia, situada en el óblast de Sverdlovsk. Está situada en la confluencia de los ríos Kámenka e Iset. Contaba con una población de 174 689 habitantes según el censo de 2010.

## Historia
Kámenski Zavod (Fábrica de Kámensk) fue fundada en el siglo XVII como un asentamiento junto a la fábrica de fundición de hierro, encargado el 15 de octubre de 1701. Durante los dos primeros siglos de existencia se conoció por sus cañones. Las primeras escuelas abrieron en Kámensk en 1724. La fábrica de hierro fundido fue reconstruida en 1825-1829. El tráfico ferroviario comenzó el 6 de diciembre de 1885. La primera biblioteca abrió sus puertas en 1899. En 1934, se estableció Obras de tuberías Sinarski. En 1939, se estableció la fábrica de aluminio Ural. A Kámensk se concedió el estatus de ciudad en 1935 y cambió su nombre Kámensk-Uralski en 1940.

## Cultura
Uno de los primeros eventos culturales de la ciudad fue la inauguración en 1899 de la primera biblioteca pública [8]. En febrero de 1911, apareció en el cine. El 5 de mayo de 1924, en el pueblo de Kámenka el maestro Iván Yákovlevich Styazhkin abrió el primer museo.
Las principales instituciones culturales que operan en la ciudad incluyen:
- 3 escuelas de música, dos escuelas de arte, dos escuelas de artes;
- 13 bibliotecas públicas (incluyendo la Central. Pushkin[4]), la escuela, bibliotecas y empresas de la ciudad;
- 5 Teatros ( Teatro Dramático, Teatro de Cámara "Artel"   , Música para Niños y Teatro de Drama Studio "¡Vivan los niños!"   y otros), 3 salas de cine ("Juventud", "Cinema FOX», «Película FOX 3-D»);
- Palacios de la Cultura:"Sual", "Metallurg", "Sintz", "juventud", "moderno";
- Museo de Historia Local I. Ya. Styazhkin, Museo de Geología. A. Fersman, sala de exposiciones, museos historias empresas;parque recreativo (en el período 2008-2010 estuvo en renovación);centro de información-metódico urbano.
- el antiguo cine legal "Iset" fue reconstruido en la escuela, el cine "Jubileo" (construido en 1968[1]) está cerrado.
- El 23 de diciembre de 2010, fue la apertura de la primera sala de películas 3D.

Hasta la fecha, la ciudad cuenta con 13 trabajadores premiados de Cultura, 3 Artista de Honor de Rusia, 1 Artista de Honor de Rusia. En el escenario teatral de  Kámensk-Uralski actúa el Artista del Pueblo de Rusia, Aleksandr Ivanov.

## Personalidades famosos

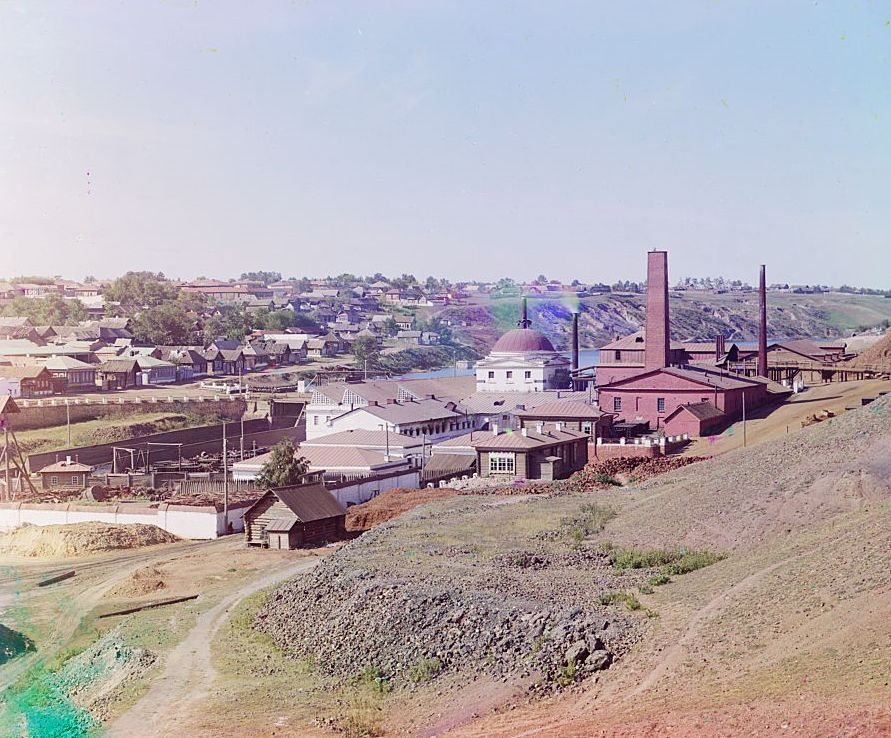
La fábrica de Kámensk por Serguéi Prokudin-Gorski, 1910.

Gente famosa que nació, vivió o trabajó en Kámensk-Uralski:
- Mijaíl Malájov — arquitecto.
- Serguéi Prokudin-Gorski — químico.
- Aleksandr Karpinski — geólogo.
- Pável Beliáyev — Cosmonauta que voló en la misión Vosjod 2.
- Vera Mújina —  escultor.
- Dmitri Shalámov - balonmanista.

## Enlaces externos

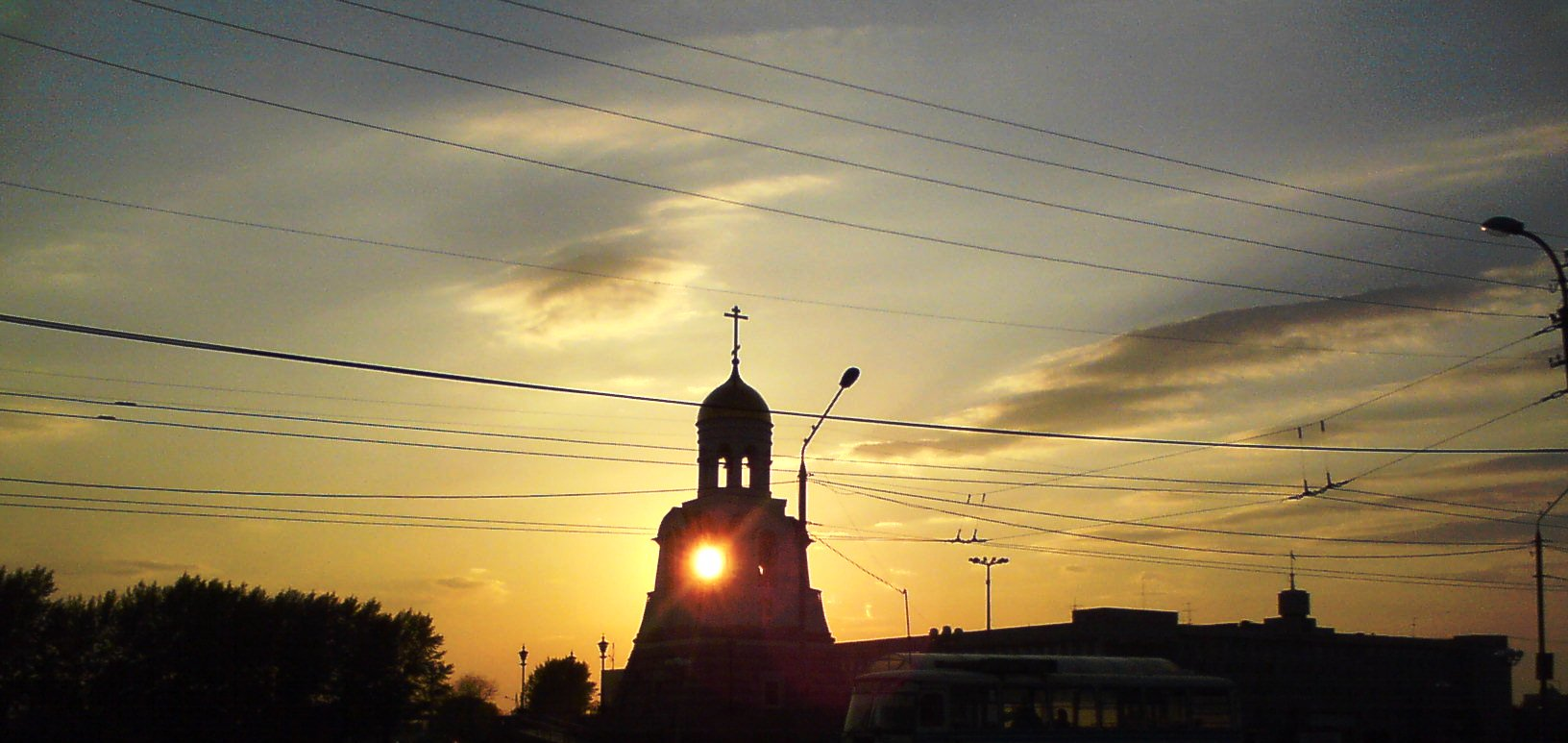
Capilla de la catedral de Aleksandr Nevski en la plaza principal (construida en honor del 300 aniversario de la ciudad)